# Halbemond
Halbemond è un comune di 1.066 abitanti della Bassa Sassonia, in Germania.
Appartiene al circondario (Landkreis) di Aurich (targa AUR).